# Брајтвотерс (Њујорк)
Брајтвотерс (енгл. Brightwaters) град је у америчкој савезној држави Њујорк.

## Демографија
По попису из 2010. године број становника је 3.103, што је 145 (-4,5%) становника мање него 2000. године.
| Група             | 2000.         | 2010.         |
| Белци             | 2.994 (92,2%) | 2.810 (90,6%) |
| Афроамериканци    | 51 (1,6%)     | 47 (1,5%)     |
| Азијати           | 42 (1,3%)     | 50 (1,6%)     |
| Хиспаноамериканци | 132 (4,1%)    | 159 (5,1%)    |
| Укупно            | 3.248         | 3.103         |